# William Björneman
Reinhold William Eugen Björneman, före 1922 Petersson, född 6 oktober 1895 i Skarpa Alby, Sandby församling, Kalmar län, död 10 maj 1965 i Kalmar församling, var en svensk företagsledare och friidrottare som tävlade i längdhopp och sprint.
Vid de Olympiska sommarspelen 1920 i Antwerpen tog han guld i längdhopp och var även med i det svenska bronslaget på 4x100 meter. Han var svensk rekordhållare i längdhopp åren 1918 till 1927 och tog fyra SM-guld i längdhopp.
Han tävlade för  Kalmar IS, IFK Malmö och IFK Norrköping.

## Karriär

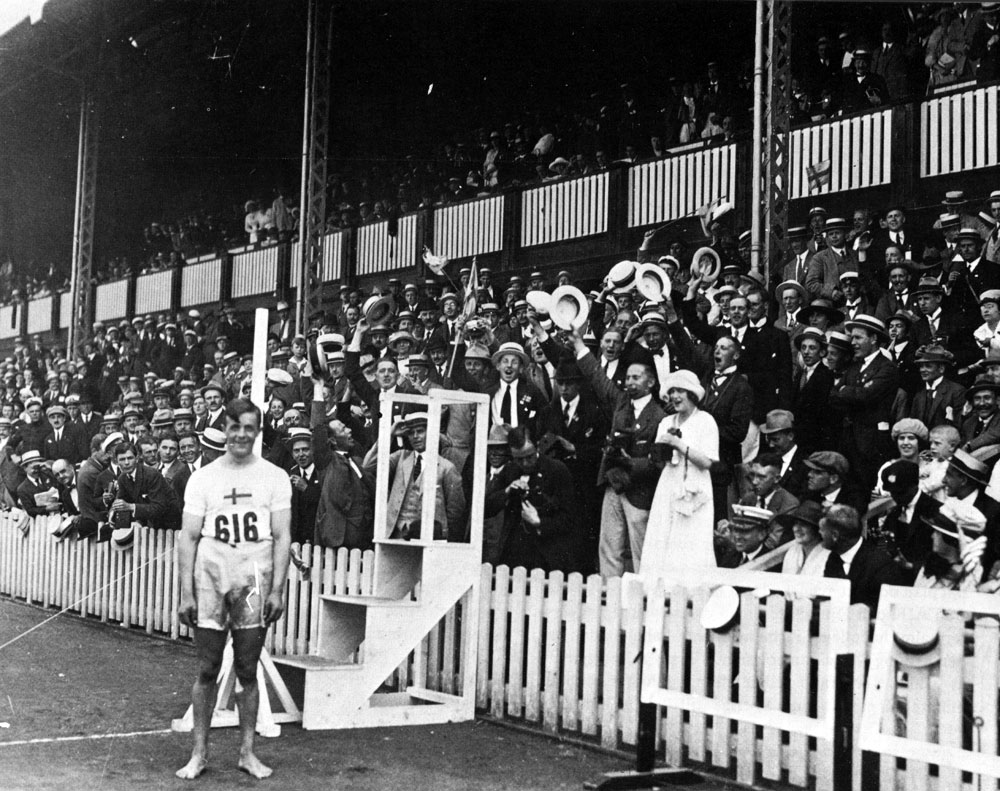
William Petersson vid Olympiska spelen i Antwerpen 1920.

William Björneman utexaminerades från Schartaus handelsinstitut 1918. Därefter följde bankpraktik i Tyskland, Frankrike och Storbritannien. 1928 blev han direktörsassistent och sedan 2:e direktör hos J. G. Schwartz i Norrköping. 1938 blev Björneman direktörsassistent och därefter vice VD i Margarinfabrikernas försäljnings AB i Stockholm och 1941 VD för Förenade skånska andelsslakterierna i Malmö. 1940 var han Sveriges representant för speciella handelsuppdrag i London.

## Idrottsinsatser
Den 6 juni 1918 förbättrade Björneman i Köpenhamn Georg Åbergs svenska rekord i längdhopp, från 7,18 till 7,20. 1918 vann han även SM i längd, på 6,89. Den 1 september (åter i Köpenhamn) förbättrade han sitt svenska rekord ytterligare, till 7,24.
Påföljande år, 1919, nådde han den 13 juli 7,26 i Malmö. Även detta år vann han SM i grenen, nu på 7,06.
Säsongen 1920 vann han SM i längdhopp för tredje gången, på 7,11. Han deltog också vid OS i Antwerpen där han vann längdhoppet på 7,15. Han var också med i den korta stafetten (4x100 m) där Sverige tog brons på 42,9 (övriga deltagare var Agne Holmström, Sven Malm och Nils Sandström).
I slutet av sin karriär nådde han den 3 augusti 1924 7,39. Detta rekord behöll han tills Olle Hallberg 1927 förbättrade det till 7,47. Denna säsong vann han SM för fjärde och sista gången, på 7,18.
Han utsågs 1928 retroaktivt till Stor Grabb nummer 37 i friidrott. 
Björneman var 1927-1938 ordförande i Östergötlands idrottsförbund. Han var även vice sekreterare 1942-1947 i Internationella friidrottsförbundet (IAAF)